# Colocasia bicolor
Colocasia bicolor là một loài thực vật có hoa trong họ Ráy (Araceae). Loài này được C.L.Long & L.M.Cao mô tả khoa học đầu tiên năm 2003.